# 경기도양주군교육청
경기도양주군교육청(京畿道楊州郡敎育廳) 또는 경기도양주군교육구청(京畿道楊州郡敎育區廳)은 대한민국의 폐지된 교육 행정기관으로, 현 경기도 양주시 전 지역과 동두천시, 남양주시, 구리시, 서울특별시 도봉구, 중랑구, 노원구 지역의 학교, 교육기관을 관할, 감독하였다. 1954년 12월 31일 교육법 제15조에 의해 양주군교육구청으로 설립되었다. 1962년까지는 시 승격 이전의 의정부시 지역, 구 양주군 의정부읍 지역의 학교와 교육기관도 관할, 감독하였다. 1952년 경기도 양주군 교육구청으로 출범, 1962년 1월 1일 폐지, 경기도 양주군청에 흡수되어 양주군 학무과가 되었다.
1963년 10월 5일에 교육자치제 부활로 양주군교육청으로 출범하였다. 당시에는 양주군 의정부읍이 이미 1963년 1월 1일부로 의정부시로 분리독립하였으므로 현 양주시 전 지역과 동두천시, 남양주시, 구리시, 서울특별시 도봉구, 중랑구, 노원구 지역의 학교, 교육기관을 관할, 감독하게 되었다. 1972년 12월 30일 서울특별시·직할시·도의 교육위원회직제 개정 때 통폐합으로 폐지, 경기도의정부교육청에 흡수되었다.

## 연혁
- 1954년 12월 31일 교육법(제정 1949.12.31 법률 제86호) 제15조에 의해 양주군교육구청으로 설립
- 1962년 1월 1일 교육자치제 폐지로 양주군교육구청 폐지. 양주군청에 통합, 양주군 교육과로 개편되었다.
- 1963년 10월 15일 교육자치제 부활
- 1964년 1월 1일 교육법 (일부개정 1963.11.01 법률 제1435호) 제15조에 의해 양주군교육청으로 발족
- 1972년 12월 30일 서울특별시·직할시·도의 교육위원회직제 개정으로 인해 의정부교육청에 흡수, 폐지

## 역대 교육장

### 양주군교육구청 교육감
- 남승희(南昇熙) 1954년 ~ 1956년 7월 19일, 양주군수로 교육감 겸직
- 이승용(李承用) 1956년 7월 20일 ~ 1956년 11월 27일, 단독 교육감
- 이승용(李承用) 1956년 11월 28일 ~ 1961년 3월 31일,
- 양용승(梁龍承) 1961년 4월 1일[1] ~ 1961년 12월 31일, 교육구청 폐지

### 양주군청 교육과장
- 양용승(梁龍承) 1962년 1월 1일 ~ 1962년 1월 6일
- 유영석(柳永錫) 1962년 3월 8일[2] ~ 1962년 12월 13일
- 이기효(李基孝) 1962년 12월 14일[3][4] ~ 1963년 10월 4일

### 양주군교육청 교육장
- 유영석(柳永錫) 1963년 10월 5일 ~ 1964년
- 정완수(鄭完秀) 1965년 1월 1일 ~ 1971년 8월 31일
- 임창일(任昌一) 1971년 9월 1일 ~ 1972년 12월 30일

## 기타
양주군 지역을 관할하는 동두천교육청은 1981년에 설치되었다. 1981년에 설치된 동두천교육청은 동두천시 지역과 양주군을 관할했는데, 이때 구 양주군 중 현 남양주시, 도봉구, 노원구, 중랑구, 구리시 지역을 제외한 현재의 양주시 영역에 해당되는 양주군 지역을 관할, 감독하였다.

## 같이 보기
- 경기도의정부교육지원청
- 경기도동두천양주교육지원청